# Steven Croft

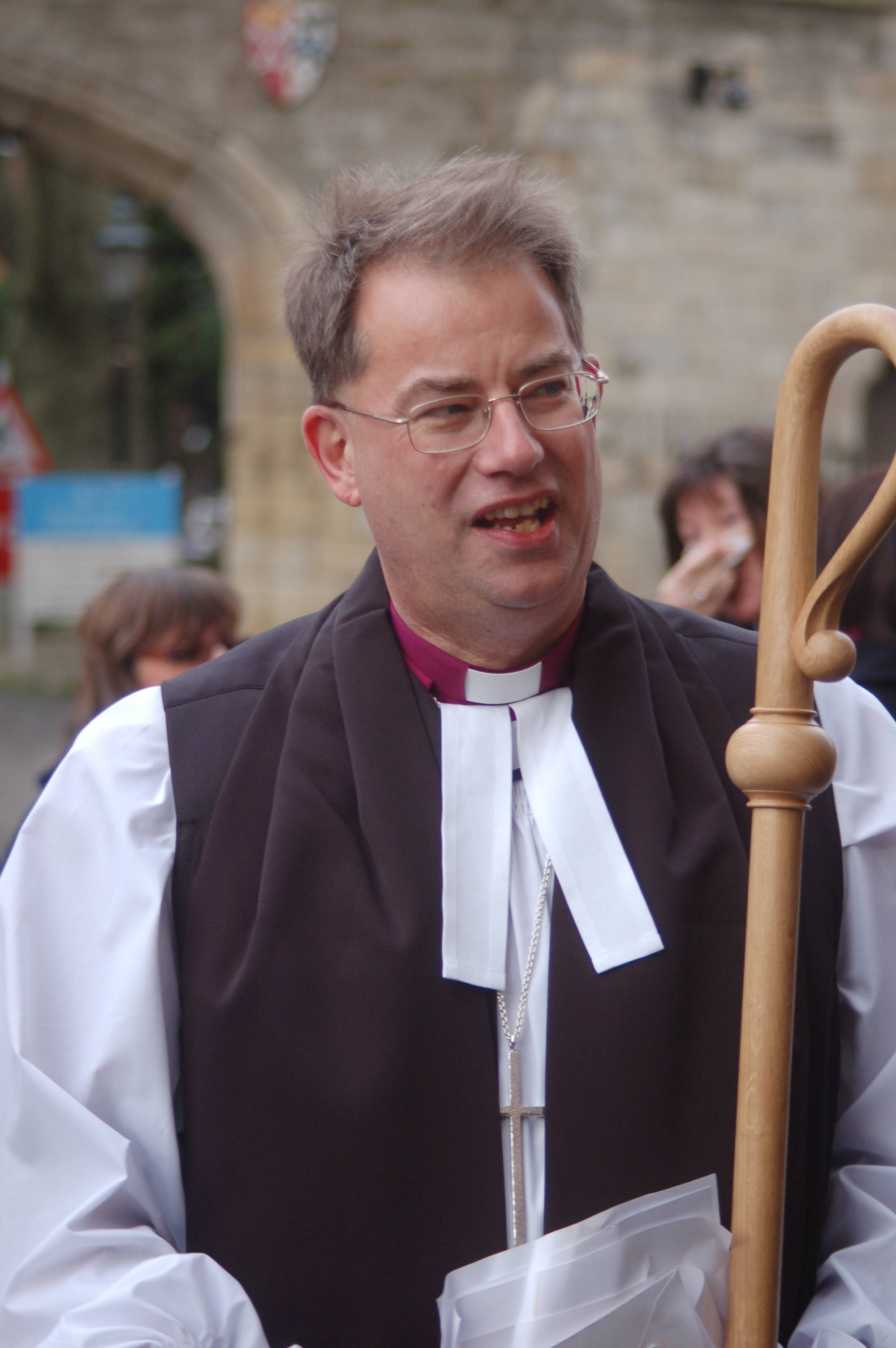
Croft nach seiner Weihe zum Bischof von Sheffield

Steven John Lindsey Croft (* 29. Mai 1957 in Halifax, West Yorkshire) ist ein britischer Geistlicher der Church of England. Er war 2009 bis 2016 Bischof von Sheffield. Im April 2016 wurde seine Ernennung zum Bischof von Oxford bekanntgegeben.

## Ausbildung
Steven Croft studierte bis 1980 Klassische Altertumswissenschaft und Theologie am Worcester College in Oxford und am Cranmer Hall Anglican Theological College der University of Durham. 1984 erlangte er den Doktorgrad mit einer Dissertation zum Thema The identity of the Individual in the Psalms (dt. = Die Identität des Individuums in den Psalmen).

## Priesteramt
Croft wurde 1983 in der Diözese London zum Diakon ordiniert, im Jahre darauf zum Priester geweiht. Von 1983 bis 1987 war er Hilfsgeistlicher in der Gemeinde von St. Andrew in Enfield und anschließend Vikar in Ovenden, einer Gemeinde in der Diözese Wakefield, wo er von 1987 bis 1996 tätig war. Von 1997 bis 2000 war Steven Croft Mitglied des Church of England Evangelical Council und von 1996 bis 2004 Vorsteher der Cranmer Hall.
2004 wurde Croft von den Erzbischöfen von Canterbury und York beauftragt, beim Aufbau von Fresh expressions mitzuarbeiten. Ziel der Initiative ist, dass sich Christen jeglicher Glaubensrichtung Gedanken über neue Ausdrucksformen (fresh expressions) der Kirche in ihrer Region machen. Diese neuen Ausdrucksformen werden definiert als „eine Form der Kirche für unsere sich verändernde Kultur, speziell für Menschen gedacht, die bisher noch kein Mitglied irgendeiner Kirche sind“. In Anerkennung seiner Arbeit wurde er vom Erzbischof von Canterbury  mit dem Cross of St Augustine ausgezeichnet.
Im Juli 2008 wurde Steven Croft als Nachfolger von Jack Nicholls im Amt des Bischofs von Sheffield vorgeschlagen. Im folgenden November wurde er vom Domkapitel der Kathedrale von Sheffield gewählt und am 9. Mai 2009 in der Sheffield Cathedral zum siebten Bischof von Sheffield geweiht. Nach seinem Amtsantritt zelebrierte er drei Gottesdienste an verschiedenen Orten in der Diözese, damit möglichst viele Menschen die Möglichkeit bekamen, den neuen Bischof kennenzulernen.
2012 wurde Croft von Rowan Williams, dem Bischof von Canterbury, als Vertreter der anglikanischen Kirche, ohne Stimmrecht, zu der 13. Bischofssynode der römisch-katholischen Kirche in Rom entsandt.
Im April 2016 wurde seine Ernennung zum Bischof von Oxford bekanntgegeben. Er wurde Nachfolger von John Pritchard, der im Oktober 2014 in Ruhestand getreten war. Am 6. Juli 2016 wurde seine Wahl im Lambeth Palace offiziell bestätigt, womit Croft auch formell Bischof von Oxford wurde.

## Mitgliedschaft im House of Lords
Croft gehörte seit 15. Juli 2013 als Geistlicher Lord dem House of Lords offiziell an. Am 14. Oktober 2013 wurde er, unter Unterstützung von Tim Stevens, dem Bischof von Leicester, und Stephen Platten, dem Bischof von Wakefield, offiziell im House of Lords eingeführt und legte in der Einführungszeremonie den Amtseid ab. Seit 13. Juli 2016 gehört er als Bischof von Oxford dem House of Lords an.

## Persönliches
Croft ist verheiratet und hat vier Kinder.

## Publikationen
- The Identity of the Individual in the Psalms. Sheffield Academic Press, 1987, ISBN 978-1-85075-021-5
- Growing New Christians. CPAS/Marshall Pickering, 1993, ISBN 978-0-551-02701-5
- Making New Disciples. Marshall Pickering, 1994, ISBN 978-0-551-02862-3
- Mit Stephen Cottrell, John Finney, Felicity Lawson und Robert Warren: Emmaus: the Way of Faith. NS/CHP. 6 Bände, 1996; 2 Bände, 1998
- Man to Man: Friendship and Faith. Scripture Union, 1999, ISBN 978-1-85999-308-8
- Ministry in Three Dimensions: Ordination and Leadership in the Local Church. 2. Auflage, 2008 ISBN 978-0-232-52743-8
- Mit Stephen Cottrell: Travelling Well: A companion guide to the Christian faith. NS/CHP, 2000. ISBN 978-0-7151-4935-5
- The Lord is Risen: Luke 24, Emmaus Bible Resources. 1, NS/CHP, 2002, ISBN 978-0-7151-4971-3
- Missionary Journeys, Missionary Church: Acts 13-20. Emmaus Bible Resources 2, NS/CHP 2002, ISBN 978-0-7151-4972-0
- Transforming Communities: Re-Imagining the Church for the 21st Century. DLT, 2002, ISBN 978-0-232-52456-7
- A Theology of Christian Leadership in Focus on Leadership. Foundation for Church Leadership, 2005
- Mit Roger Walton: Learning for Ministry. CHP, 2005 ISBN 978-0-7151-4053-6
- Mit Rob Frost, Mark Ireland, Anne Richards, Yvonne Richmond und Nick Spencer: Evangelism in a Spiritual Age. CHP, 2005, ISBN 978-0-7151-4054-3
- Mit George Lings: Moving on in a Mission Shaped Church. CHP, 2005, ISBN 978-0-7151-4078-9
- Mit George Lings und Claire Dalpra: Starting a Fresh Expression. CHP, 2006, ISBN 978-0-7151-4096-3
- Mit Bob Hopkins und Freddy Hedley: Listening for Mission. CHP, 2006, ISBN 978-0-7151-4099-4
- Mit Paul Bayes: Bishops’ Mission Orders, a beginners’ guide. CHP, 2008, ISBN 978-0-7151-4169-4
- Encouraging fresh expressions. Fresh Expressions, 2008, ISBN 978-0-9560005-1-4
- The Future of the Parish System: shaping the Church of England for the 21st Century. (Autor und Herausgeber), CHP, 2006, ISBN 978-0-7151-4034-5
- The Advent Calendar. DLT, 2006, ISBN 978-0-232-52680-6
- Mission-shaped Questions: defining issues for today’s church. (Autor und Herausgeber), CHP, 2008, ISBN 978-0-7151-4153-3
- Reflections for Daily Prayer (Advent to 2 before Lent), CHP, 2008, ISBN 978-0-7151-4160-1
- Jesus' People - What the church should do next. CHP, 2009, ISBN 978-0-7151-4187-8